# Geschiedenis van Delft
Dit artikel behandelt de geschiedenis van Delft, een stad in Zuid-Holland met een lange geschiedenis. De stad kreeg al in 1246 stadsrechten en heeft momenteel meer dan 100.000 inwoners.

## Wortels
Hoewel in Delft geregeld overblijfselen uit de Romeinse tijd gevonden worden, is Delft geen Romeinse stad.
Delft is ontstaan aan een kanaal, de 'Delf', een afwatering voor de ontginning van het Hollandse veengebied. Op de plaats waar deze 'Delf' de kreekwal van de Gantel kruiste was vermoedelijk sinds de 11e eeuw een grafelijke vroonhof gevestigd. Ten behoeve van dit hof werd de Delf gegraven, de verbinding met het natuurlijke water, de Schie. De oudste vermelding van Delf is in een schenking van Floris I van 19 hoeven aan de abdij van Egmond halverwege de 11de eeuw. De Delf vindt zijn naam nog terug in de gracht de Oude Delft. Rond het midden van de 12e eeuw ontstond een lintvormige nederzetting langs de Oude Delft. De nederzetting werd voornamelijk bewoond door ambachtslieden en handelaren. In 1246 kreeg Delft stadsrechten van de graaf van Holland. Alleen het marktveld bleef eigendom van de graaf. Aan de zuidzijde van de Markt bouwde de graaf rond 1250 een verdedigbaar huis, het Oude Steen, nadat hij zijn hof ter beschikking had gesteld voor de stichting van het klooster Koningsveld.
Delft was een belangrijk marktcentrum, wat nog te zien is aan de omvang van het centrale marktplein. Godfried met de Bult wordt beschouwd als bouwer van het Vroonhof en verlener van marktrechten en wordt daarmee gezien als stichter van Delft. Godfried had 4 jaar lang (1071-1075) het graafschap Holland als leenschap van het Sticht Utrecht onder zijn hoede, nadat hij de vorige Hollandse graaf Robrecht de Fries had verslagen bij Leiden.

## Bloei vanaf 1246
Graaf Willem II verleende Delft op 15 april 1246 stadsrecht. De betreffende akte werd uitgeschreven door een klerk van Ricardis, Vrouwe van Delfland en tante van de graaf. De ondertekening vond ten harer huize plaats, en door de Delftenaren wordt zij daarom beschouwd als de stichter van de stad.
Bij de bouw van vestingwerken vanaf 1300 werd de stad uitgebreid in zuidelijke richting. Vanaf 1350 was er een hevige strijd om de opvolging in het graafschap Holland tussen Willem van Beieren en zijn moeder Margaretha. De aanhangers van Willem, bekend als de Kabeljauwen, werden voornamelijk gesteund door de steden. De adel daarentegen koos voornamelijk voor Margaretha en werd de Hoeken genoemd. In 1351 werd Willem uitgeroepen tot graaf en vestigde hij zijn hoofdkwartier in Delft. Delft werd rijkelijk beloond voor de trouw aan Willem. Echter, na 1354 verzoende Willem zich met zijn moeder en veranderde de situatie. In 1357 werd Willem getroffen door een hersenbloeding, waarna zijn jongere broer Albrecht uit Beieren naar Holland kwam om als regent te heersen. Dit leidde tot hernieuwde twisten tussen de Hoeken en de Kabeljauwen. In maart 1359 voerden Delftenaren samen met Kabeljauwse edelen een aanval uit op kastelen van de Hoekse edelen Polanen en Binckhorst. In april 1359 belegerde Albrecht Delft maar de stad gaf zich over voor er een bestorming plaatsvond. Na de overgave moest Delft de vestingwerken afbreken, de grachten dempen, de poorten slopen en afstand doen van de marktrechten. Bovendien legde Albrecht de bevolking een enorme boete op, wat de economische ontwikkeling van de stad jarenlang belemmerde. In 1394 stond de graaf het toe nieuwe poorten te bouwen.
Handel en nijverheid (bierbrouwerijen, draperie) kwamen er tot grote bloei. In 1389 werd de Delfshavense Schie naar de Maas gegraven, aan welks monding de zeehaven Delfshaven (nu een stadsdeel van Rotterdam) werd gebouwd. Na 1400 breidde Delft echter niet bijzonder uit.
In 1536 werd een groot deel van Delft door een grote stadsbrand in de as gelegd.
Tijdens de Tachtigjarige Oorlog werd Delft, met het havenstadje Delfshaven, dat thans een wijk is van Rotterdam, een centrum van het verzet tegen de Spanjaarden, nadat in de jaren zeventig van de 16e eeuw meerdere steden en gebieden zich wisten te onttrekken aan het Spaans gezag. Prins Willem van Oranje resideerde korte tijd in Delft, in het voormalige Sint-Agathaklooster, dat sindsdien Prinsenhof wordt genoemd. Hij werd er op 10 juli 1584 vermoord door Balthasar Gerards.
Delft was tot de 17e eeuw een van de grote steden van Holland. In 1400 had de stad bijvoorbeeld 6500 inwoners en was zo de derde stad in grootte, na Dordrecht (8000) en Haarlem (7000). In 1560 was Amsterdam met 28000 inwoners uitgegroeid tot de grootste stad, gevolgd door Delft, Leiden en Haarlem, die elk ongeveer 14000 inwoners hadden.
In de 17e eeuw beleefde Delft een nieuwe bloeitijd. In Delft werd een Kamer van de VOC opgericht. Drie maal jaarlijks zonden de Delftenaren een vloot uit richting de oost, waarbij specerijen, Chinees porselein en andere luxe-goederen geïmporteerd werden. Uit de import van Chinees porselein is de traditie van het Delfts blauwe aardewerk ontstaan, met een omvangrijke aardewerkindustrie.

### Kunstenaars en wetenschappers
Belangrijke 17e-eeuwse kunstschilders woonden en werkten gedurende kortere of langere tijd in Delft: Johannes Vermeer, Pieter de Hooch, Carel Fabritius, Jan Steen.
Ook de bekende 17e-eeuwse wetenschappers Antoni van Leeuwenhoek en Reinier de Graaf woonden in Delft.
Dat in Delft de schilderkunst bloeide, mag het onderstaande lijstje met bekende schilderijen aantonen. Op deze schilderijen spelen de stad Delft of belangrijke Delftenaren een grote rol.
- Johannes Vermeer, Gezicht op Delft (1658), Mauritshuis Den Haag
- Johannes Vermeer, Het straatje (1661), Rijksmuseum Amsterdam
- Maarten van Heemskerck, Portret van Johannes Colmannus (ca. 1538-1540), Rijksmuseum Amsterdam. Colmannus was rector van het St-Agatha-klooster.[7]
- Jan Steen, Adolf en Catharina Croeser, ook bekend als ‘De burgemeester van Delft en zijn dochter’ (1655), Rijksmuseum Amsterdam; Adolf Croeser was een Delftse graanhandelaar; op het schilderij is de straat langs de Oude Delft afgebeeld.

### Ontploffing Kruithuis
In 1654 werd een groot deel van de stad verwoest door de Delftse donderslag – de ontploffing van een opslagplaats voor buskruit op de plaats waar zich sindsdien de Paardenmarkt bevindt. Op de 'afstand van een kanonskogel', veilig buiten de stad, werd een nieuw Kruithuis gebouwd, door architect Pieter Post.

### Plattegronden

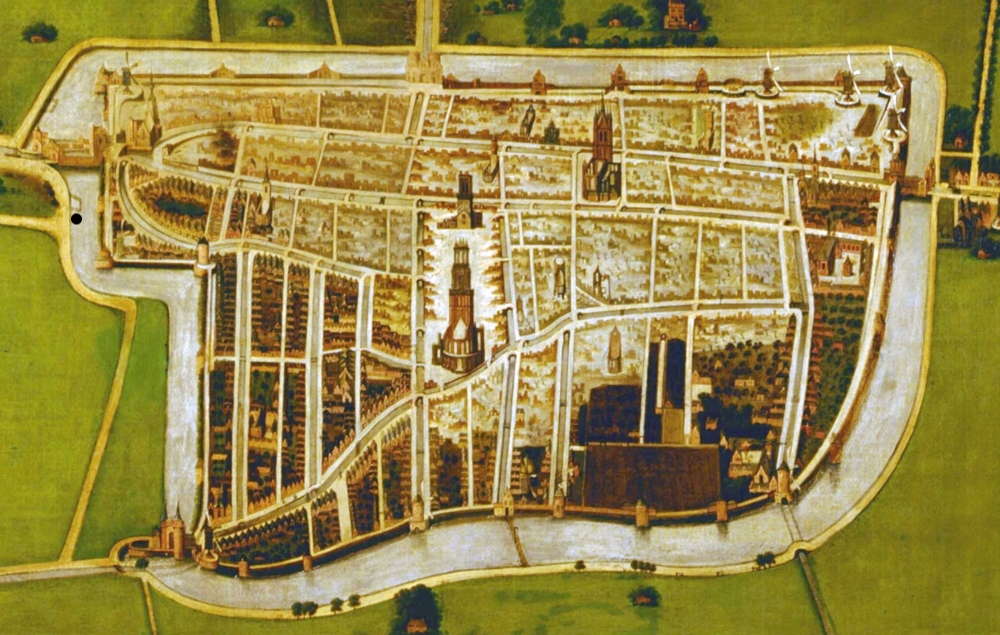
Stadsbrand in 1536
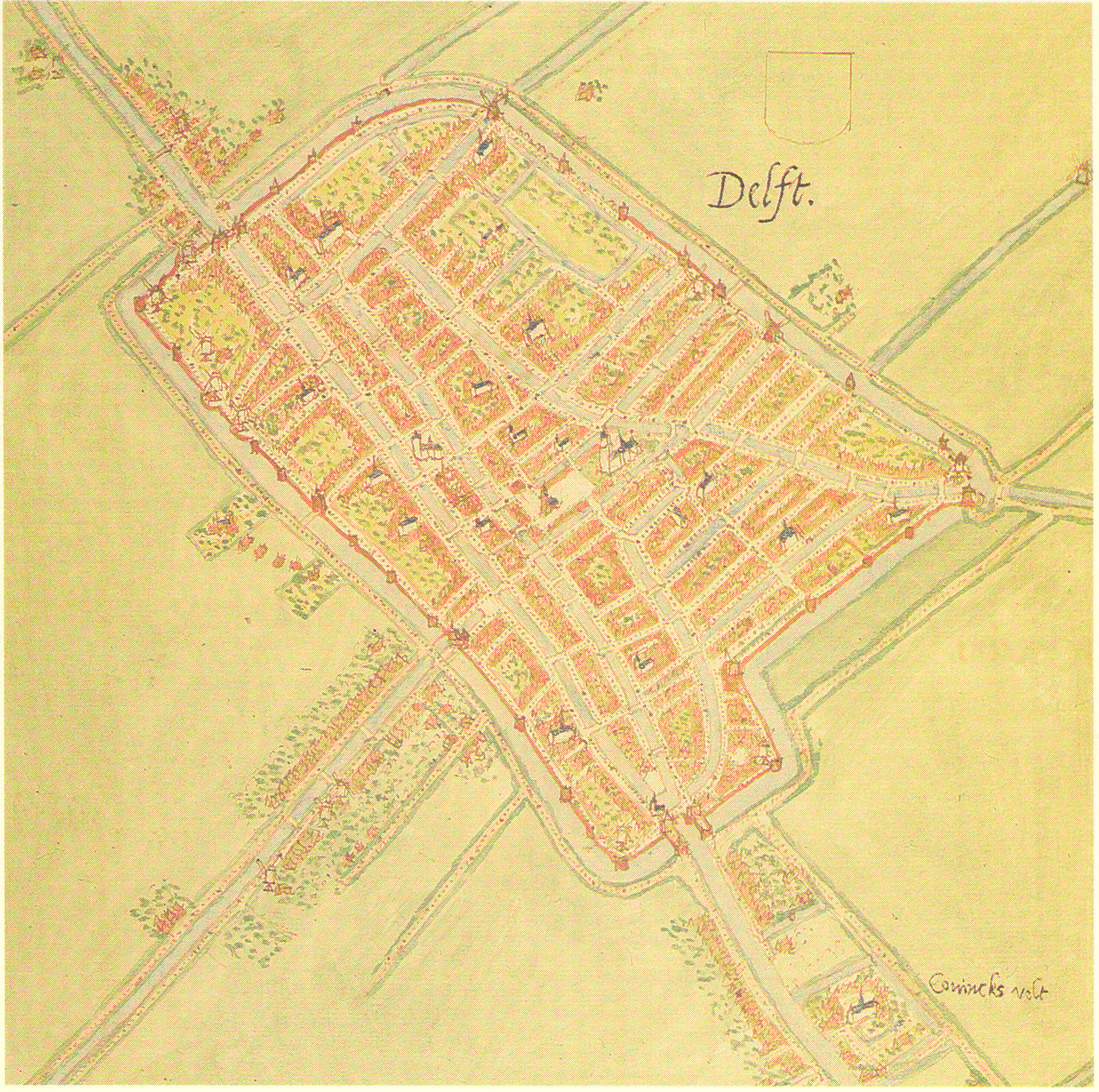
Jacob van Deventer 1556
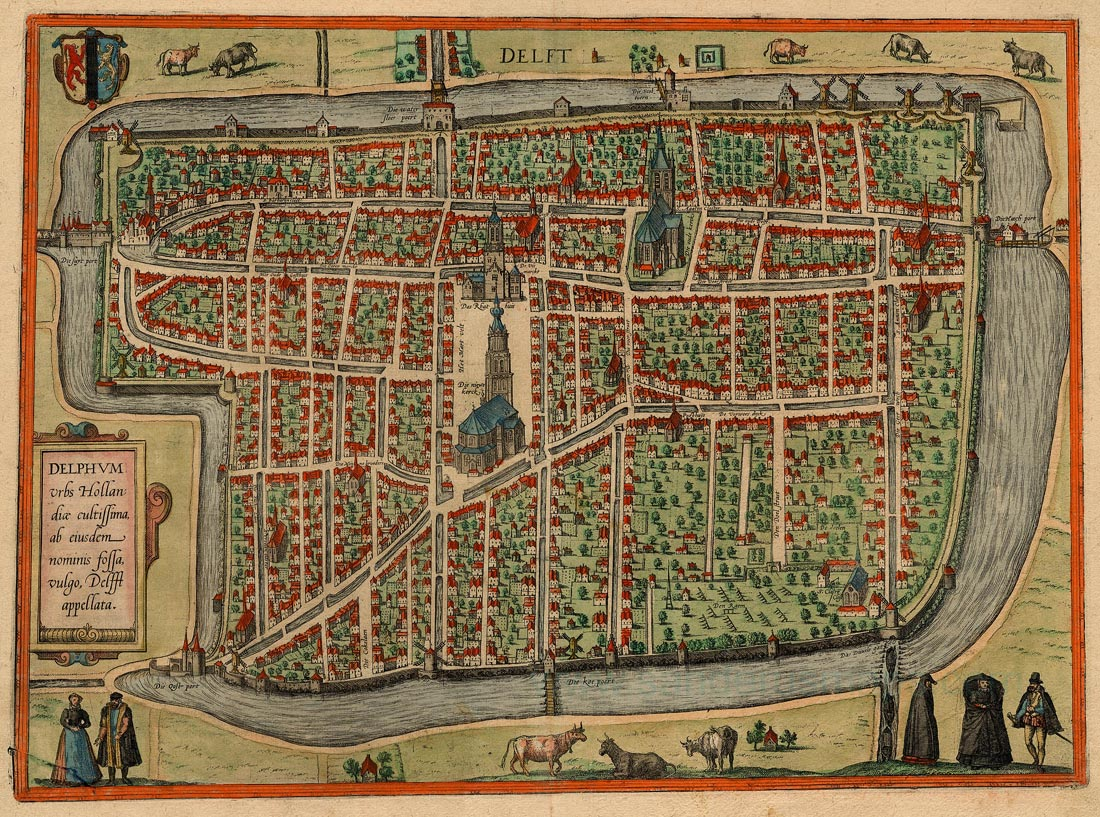
Braun en Hogenberg 1580

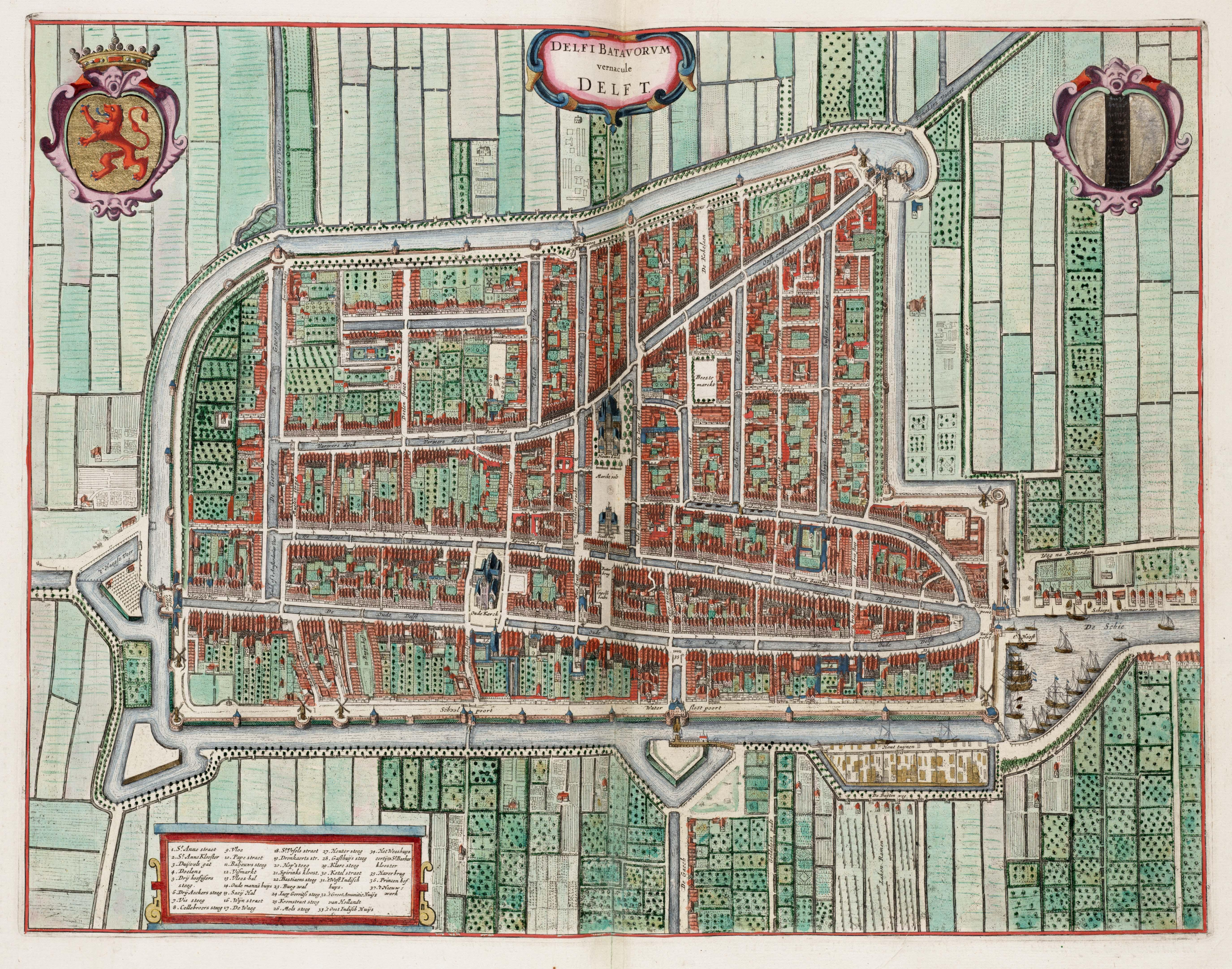
Blaeu 1649
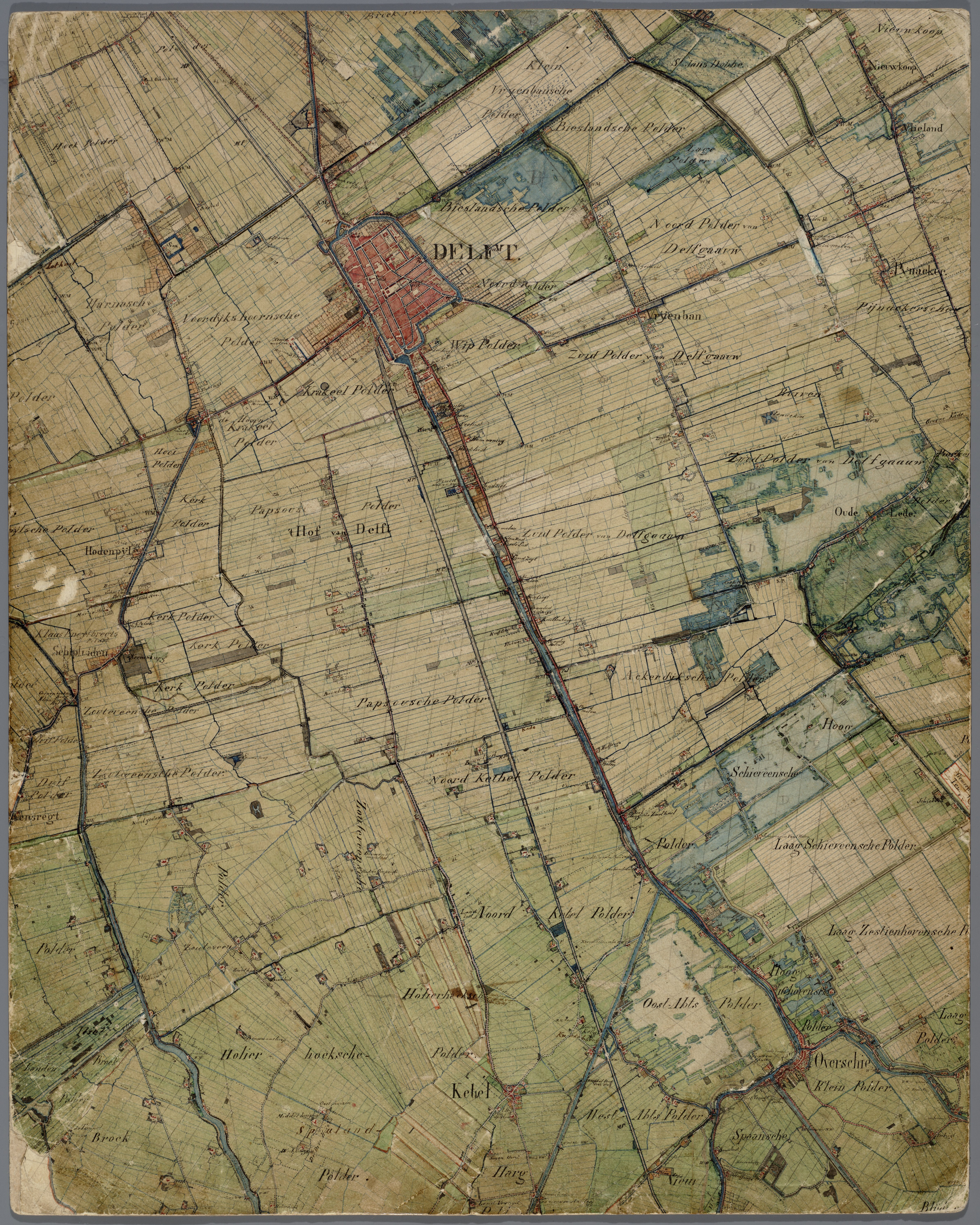
Topograf. Militaire Kaart 1850
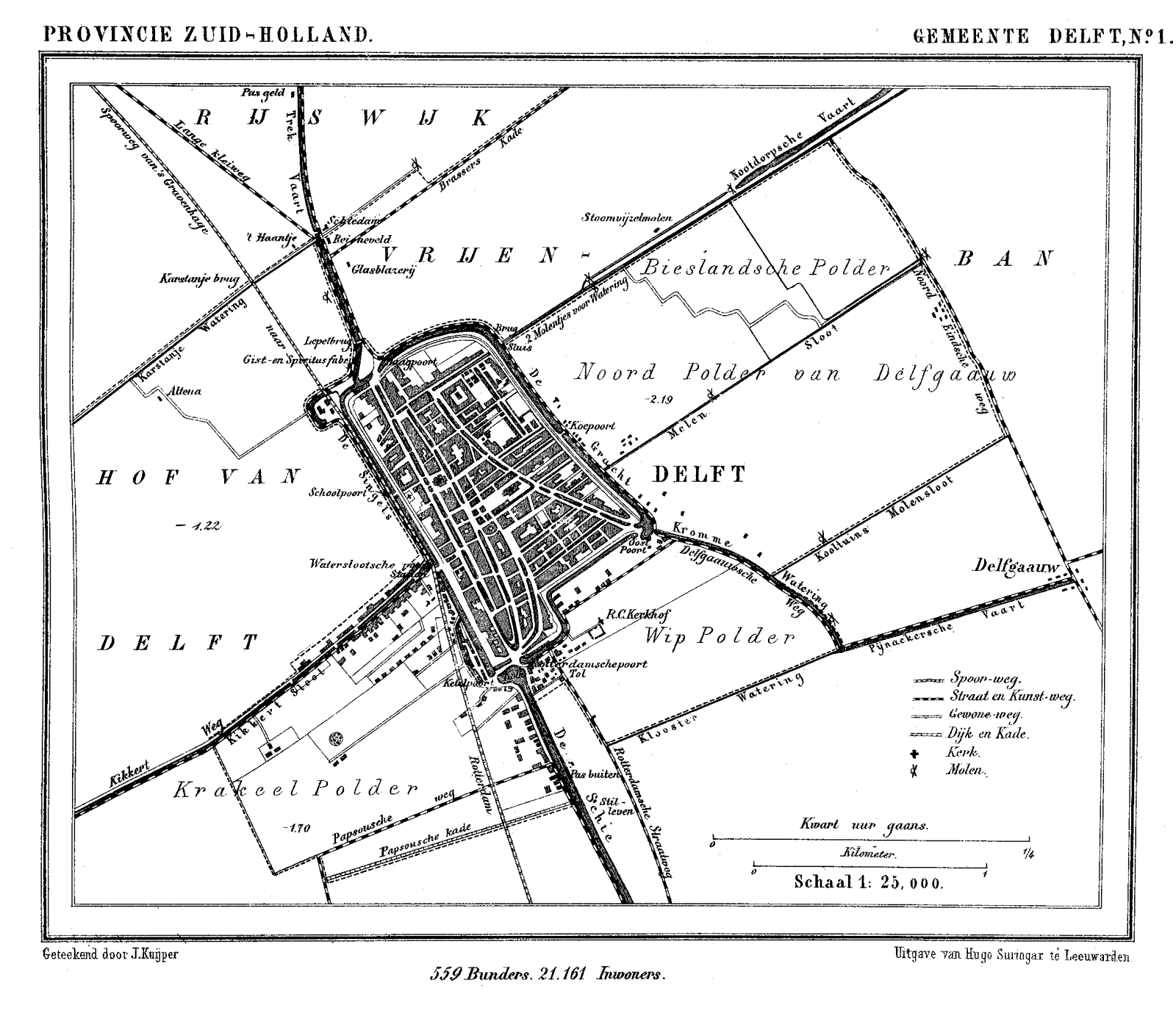
Kuyper 1868

## Terugval vanaf 1672, nieuwe bloei vanaf 19e eeuw
Vanaf het Nederlandse rampjaar 1672 ging de Delftse economie achteruit. De stad werd overvleugeld door de beide buursteden Den Haag (als bestuurscentrum) en Rotterdam (als havenstad). In de 19e eeuw was er nog maar één plateelbakkerij over: De Porceleyne Fles; dit bedrijf kon als enige blijven bestaan doordat het naast aardewerk ook bakstenen ging produceren.
Pas omstreeks 1900 begon Delft weer te groeien. In Delft verscheen kort voor 1850 buiten de stadswallen aan de westkant de spoorlijn tussen Den Haag en Rotterdam. De opening van het station in 1847 veroorzaakte in eerste instantie echter geen opleving. Pas nadat enige vooruitstrevende industriëlen het ingeslapen stadje als gunstige vestigingsplaats (goede infrastructuur en goedkope arbeidskrachten) hadden ontdekt, zette de bloei in.
Met de slechting van de stadsmuren in de 19e eeuw en de komst van de trein in 1847 werd Delft weer een aantrekkelijke plek voor nieuwe industrieën zoals de Gist- en Spiritusfabriek (later Gist Brocades, nu onderdeel van DSM), Calvé en Delft Instruments. De oprichting van de Koninklijke Academie (tegenwoordig: Technische Universiteit) in 1842 en het onderzoeksinstituut TNO in 1932, zorgde ervoor dat Delft ook een centrum van wetenschap werd. 
In 1866 kreeg Delft de eerste interlokale paardentram van Nederland, vanuit Den Haag. In 1887 opgevolgd door een stoomtram, en in 1923 door de elektrische tramlijn I-1. Later zou dit de huidige lijn 1 worden, en de laatste oude interlokale tramlijn blijken te zijn die er in Nederland nog is. De paardentram en de stoomtram reden over het Noordeinde en de Oude Delft. Vanwege de 'ontsierende' bovenleiding mocht de elektrische tram niet zo rijden, en werd in 1929 om de binnenstad heen geleid.
In 1912 kwam via de Westlandse weg en de Spoorsingel de WSM-stoomtram de stad in. Tot 1932 konden passagiers mee, daarna alleen nog goederen. Na de oorlog namen diesellocomotieven de lijn over. In 1970 sloot het laatste deel, tot Den Hoorn. Voor 1930 werd de Spoorsingel al verlaten. Pas in 2009 verdween de aansluiting op de NS-sporen bij de Industrie straat.
Op 1 januari 1921 werden de aangrenzende gemeenten Vrijenban en Hof van Delft opgeheven en voor een groot deel aan Delft toegevoegd. Hierdoor werd het grondgebied van Delft aanzienlijk uitgebreid.

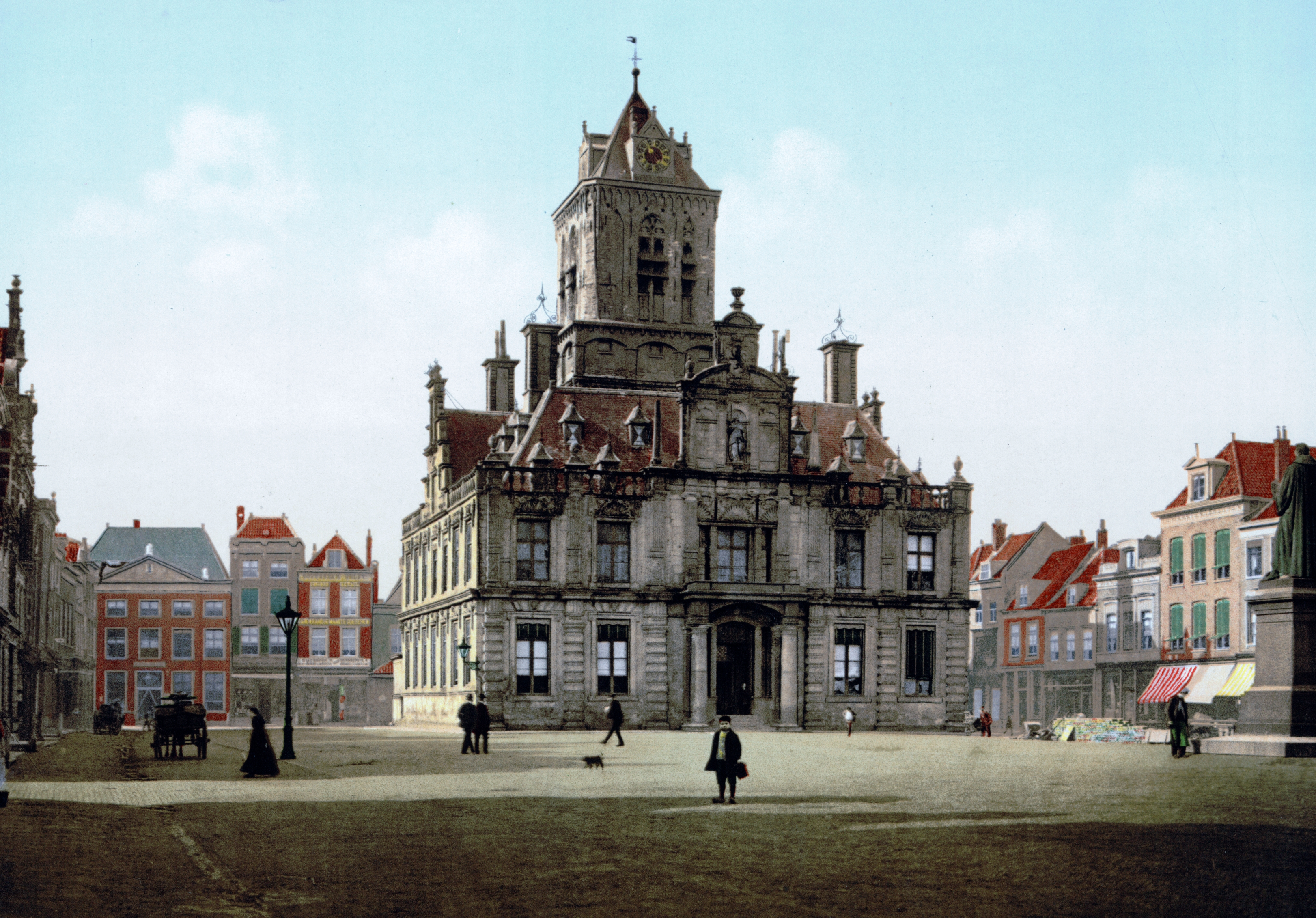
Stadhuis rond 1900
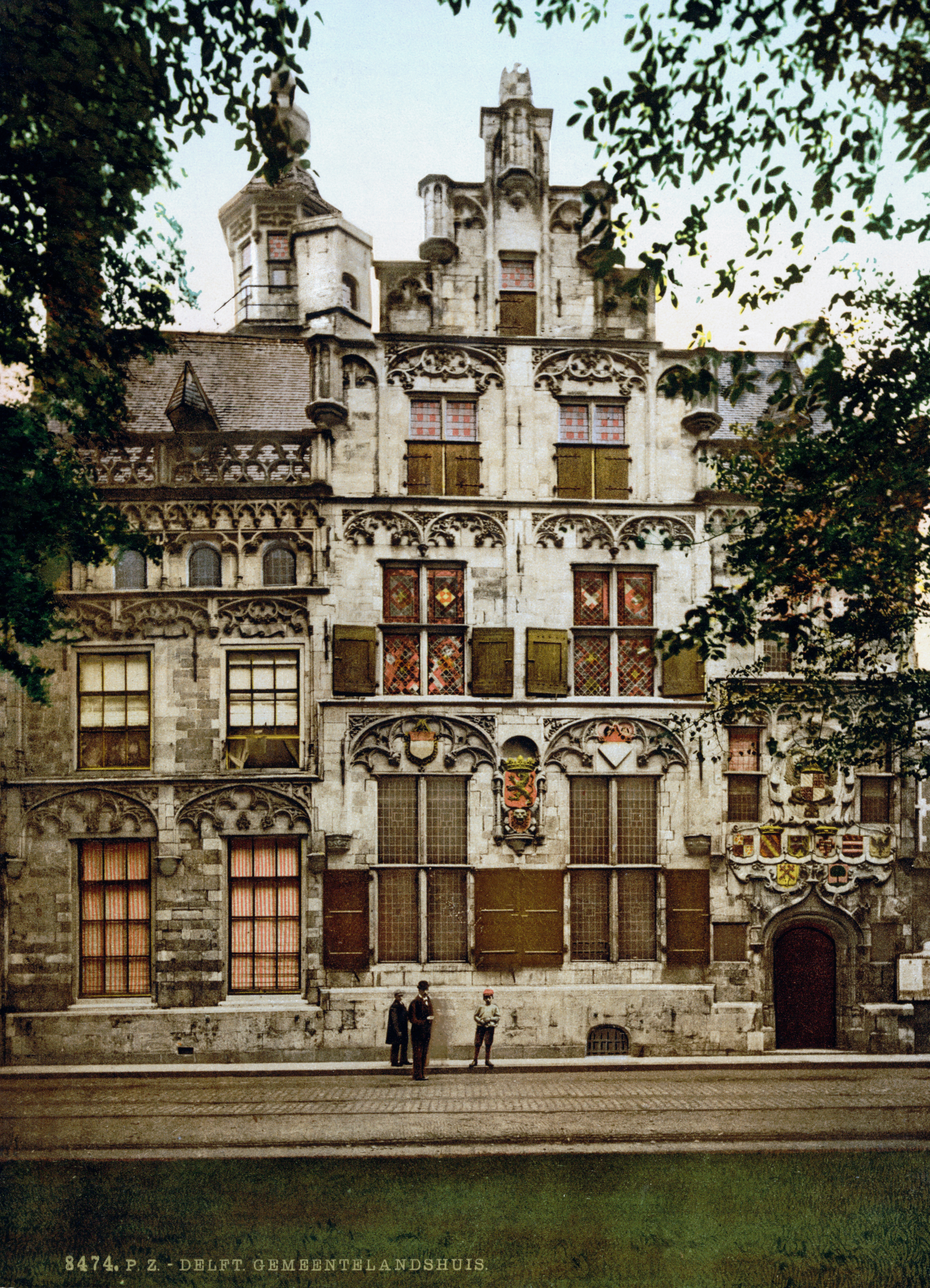
Gemeenlandshuis rond 1900
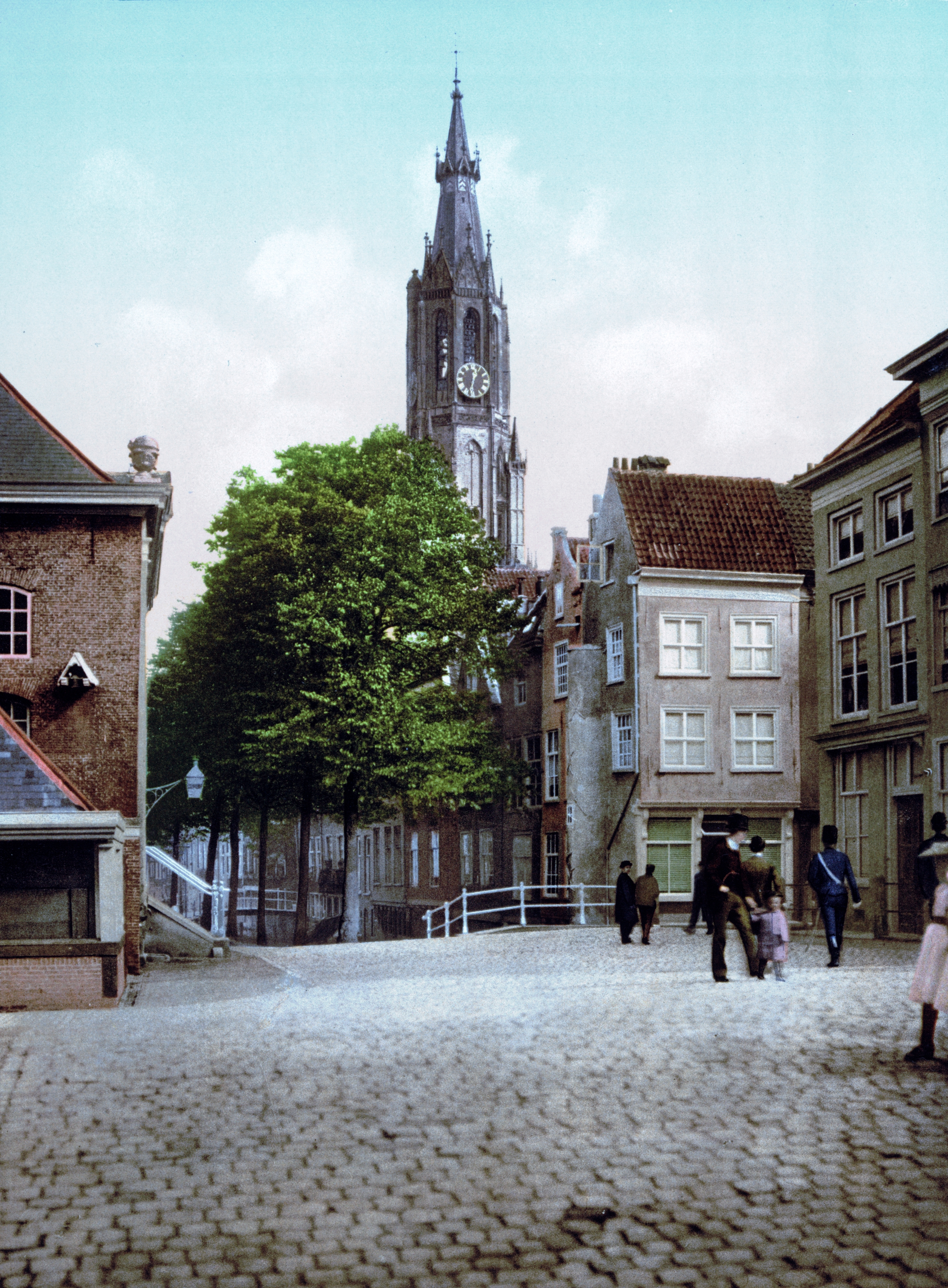
Camaretten rond 1900
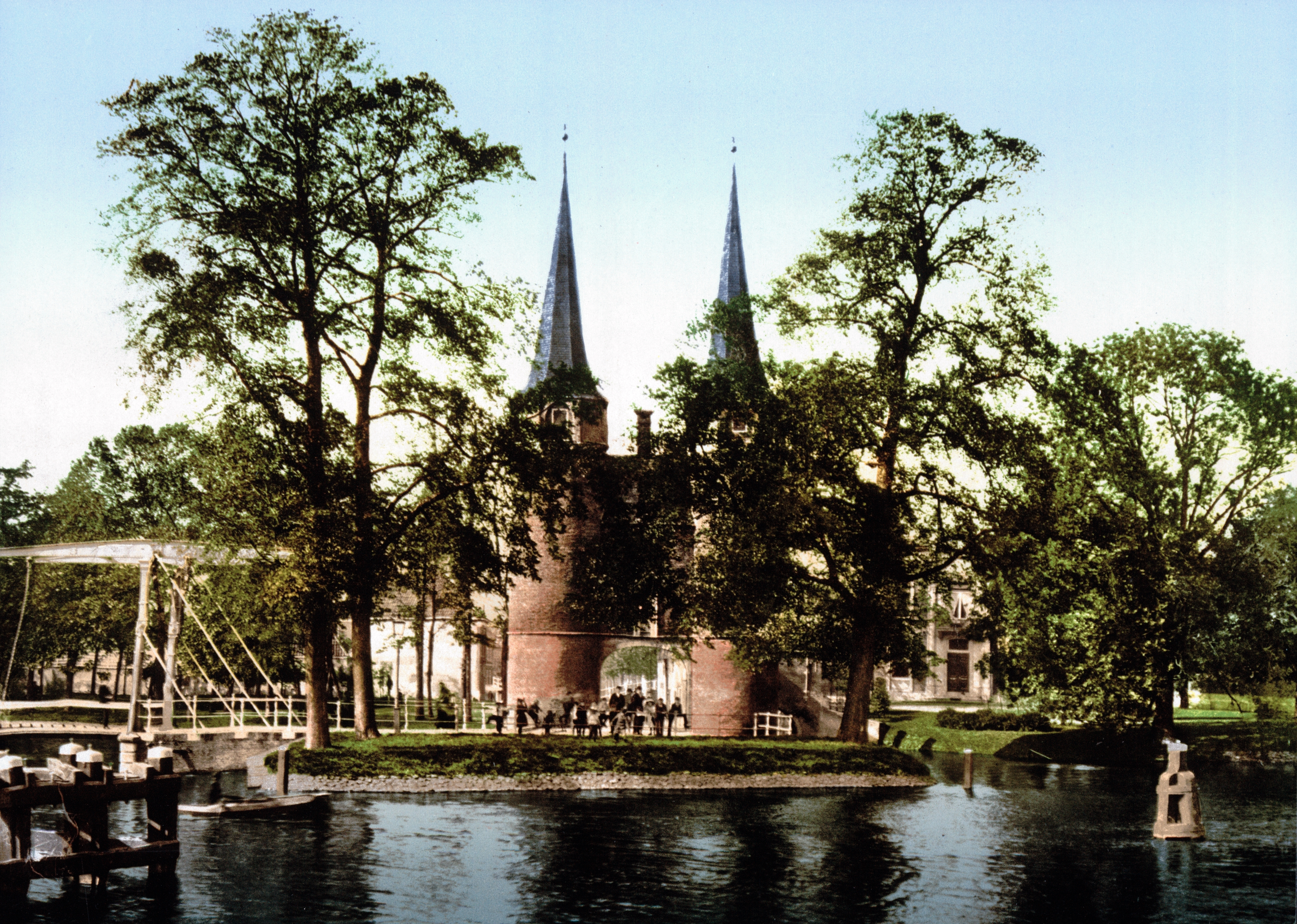
Oostpoort rond 1900

## Na de Tweede Wereldoorlog
In de jaren na 1960 werd Delft fors uitgebreid, vooral in zuidelijke richting. Daar verrezen achtereenvolgens de hoogbouwwijken Poptahof en Voorhof, die nog steeds behoren tot de dichtstbevolkte wijken van West-Europa, en de iets minder ambitieus opgezette Buitenhof. Vanaf de jaren tachtig werd, nog zuidelijker, de Tanthof ontwikkeld; Tanthof-Oost als exponent van de zogenaamde 'nieuwe truttigheid', met het onoverzichtelijke stratenplan dat bij dergelijke wijken hoort; Tanthof-West als iets zakelijker ingerichte eengezinswoningenwijk aan de zogeheten 'Derde-Werelddreef'.
Met deze ontwikkelingen is het centrum van Delft als woonstad opgeschoven van de historische binnenstad naar het aan de andere zijde van de spoorlijn gelegen winkelcentrum In de Hoven.

## Ontwikkelingen in de 21e eeuw
Een recente ontwikkeling in het uiterlijk van Delft is de voltooiing in maart 2005 van de herinrichting van het Zuidpoortgebied aan de zuidkant van de binnenstad, dat met de aanwezigheid van theater, megabioscoop en biblio/media/artotheek het cultuurcentrum van Delft wordt genoemd.
Voor de toekomst staat, met de komst van de Willem van Oranjetunnel, de herinrichting op stapel van de Spoorzone — een gebied aan de westgrens van de binnenstad dat door de aanwezigheid van een spoorviaduct al decennialang als een soort niemandsland geldt. Blikvanger van dit project wordt het nieuwe stadskantoor/spoorwegstation. Op 28 februari 2015 reed de eerste reizigerstrein door de eerste buis van de nieuwe spoortunnel. De oplevering van de laatste woning van het project staat gepland voor 2020.

## Naam voor de inwoners
Mensen die geboren en getogen zijn in Delft, worden Delvenaren genoemd, terwijl de overige inwoners van Delft Delftenaren zijn.
Inwoners van Delft hebben de bijnaam Kalverschieters. Het verhaal gaat dat ze in 1574 midden in de nacht op Spanjaarden dachten te schieten, maar het bleek een kalf te zijn.

## Bron
1. ↑  Archeologen vinden Romeins offergraf bij Delft - Algemeen Dagblad, 1 augustus 2006; http://historiek.net/romeins-skelet-opgegraven/1748/
2. ↑  Horssen, J. van (2016)Drainage binnenstad Delft. Een archeologisch bureauonderzoek. Delftse Archeologische Rapporten 127
3. ↑  Hollandse Divisie Kronyke.X.Cap.3.4.5
4. ↑  Delftse vrouwen van vroeger door Delftse vrouwen van nu. Uitg. VO|C Delft, mei 1996. ISBN 90-75095-23-6
5. ↑  Backx, J.P. e.a. (2012) Delft-Zuidwal in Jaarboek Delfia Batavorum 22
6. ↑  Hoofdstad van de Kabeljauwen. Stadsarchief Delft, 18 mei 2023. Url geraadpleegd op 22 juni 2023. Gearchiveerd op 22 juni 2023.
7. ↑  Portret van Johannes Colmannus (1471-1538) door Maarten van Heemskerck
8. ↑  Rutte, R. (2010) Een unieke Hollandse grachtenstad? De ruimtelijke ontwikkeling van Delft in vogelvlucht in Jaarboek Delfia Batavorum 20. Gearchiveerd op 8 augustus 2022.
9. ↑  Railatlas tramlijnen Den Haag en omstreken vanaf 1864, J. Blok & D.v.d. Spek, uitgeverij de Alk, 2009.
10. ↑  "Allemaal voorzien?", R. F. de Bock, Wyt uitgevers, 1979.
11. ↑  Rook waait over het Westland, H.v. Lith, uitgeverij Kimabo, 2012.
12. ↑  https://web.archive.org/web/20150811021139/http://www.spoorzonedelft.nl/over_het_project/projectgeschiedenis
13. ↑  Wim Weve Kalveren op de nieuwe Plantage, in: Delf : cultuurhistorisch magazine voor Delft, jrg. 12 nr. 1 (voorjaar 2010), p. 24.